# Bafétimbi Gomis
Bafétimbi Gomis (ur. 6 sierpnia 1985 w La Seyne-sur-Mer) – francuski piłkarz senegalskiego pochodzenia występujący na pozycji napastnika. W latach 2008–2013 reprezentant Francji. Obecnie zawodnik Kawasaki Frontale.

## Kariera klubowa
Wychowanek AS Saint-Étienne, w lipcu 2009 roku przeszedł do Olympique Lyon za 15 mln euro. Ponadto w 2005 roku grał w Troyes AC, gdzie był wypożyczony ze swego macierzystego klubu.
Od sezonu 2016/17 wypożyczony został ze Swansea City do Olympique Marsylia. Po zremisowanym meczu (15 kolejka Ligue 1) Marsylii z Saint-Etienne Gomis w sposób symboliczny okazał wdzięczność drużynie z Loary. Publicznie podziękował i przypomniał, że jest wychowankiem Saint-Etienne. Gest ten spotkał się z niezadowoleniem kibiców z Marsylii.
27 stycznia 2017 w wygranym (5-1) meczu z Montpellier HSC (22 kolejka Ligue 1) strzelił swojego drugiego hat-tricka w karierze (pierwszy został zdobyty z Olympique Lyon przeciw Olympique Marsylia)
W lipcu 2017 związał się z tureckim zespołem Galatasaray SK. Kwoty transferu nie ujawniono.
8 czerwca ogłosił koniec gry dla klubu Galatasaray SK.

## Kariera reprezentacyjna
W drużynie narodowej zadebiutował 27 maja 2008 w zwycięskim 2:1 meczu z Ekwadorem. Na boisku pojawił się w drugiej połowie i strzelił oba gole dla „Trójkolorowych”. Po tym meczu znalazł się w 23-osobowej kadrze Francji na mistrzostwa Europy. Zagrał podczas nich w dwóch meczach ogółem 55 minut, nie strzelając żadnej bramki (Francja nie wyszła z grupy). Z reprezentacją Francji zagrał w sumie 12 razy (7 meczów towarzyskich, 2 mecze mistrzostw Europy, 1 mecz eliminacyjny mistrzostw Europy, 2 mecze eliminacyjne mistrzostw świata 2010 i 2014).

## Statystyki kariery
(aktualne na dzień 6 grudnia 2017)
| Klub                      | Sezon              | Liga               | Liga  | Liga   | Puchar kraju | Puchar kraju | Puchar ligi | Puchar ligi | Europa | Europa | Suma  | Suma   |
| Klub                      | Sezon              | Liga               | Mecze | Bramki | Mecze        | Bramki       | Mecze       | Bramki      | Mecze  | Bramki | Mecze | Bramki |
| ------------------------- | ------------------ | ------------------ | ----- | ------ | ------------ | ------------ | ----------- | ----------- | ------ | ------ | ----- | ------ |
| AS Saint-Étienne          | 2003/04            | Ligue 2            | 11    | 2      | 0            | 0            | 0           | 0           | –      | –      | 11    | 2      |
| AS Saint-Étienne          | 2004/05            | Ligue 1            | 6     | 0      | 0            | 0            | 0           | 0           | –      | –      | 6     | 0      |
| Troyes AC (wyp.)          | 2004/05            | Ligue 2            | 13    | 6      | 0            | 0            | 0           | 0           | –      | –      | 13    | 6      |
| AS Saint-Étienne          | 2005/06            | Ligue 1            | 24    | 2      | 0            | 0            | 1           | 0           | –      | –      | 25    | 2      |
| AS Saint-Étienne          | 2006/07            | Ligue 1            | 30    | 10     | 0            | 0            | 3           | 3           | –      | –      | 33    | 13     |
| AS Saint-Étienne          | 2007/08            | Ligue 1            | 35    | 16     | 1            | 0            | 1           | 0           | –      | –      | 37    | 16     |
| AS Saint-Étienne          | 2008/09            | Ligue 1            | 36    | 10     | 2            | 1            | 1           | 1           | 8      | 4      | 47    | 16     |
| Olympique Lyon            | 2009/10            | Ligue 1            | 37    | 10     | 2            | 1            | 2           | 0           | 9      | 2      | 50    | 13     |
| Olympique Lyon            | 2010/11            | Ligue 1            | 35    | 10     | 2            | 0            | 1           | 0           | 7      | 2      | 45    | 12     |
| Olympique Lyon            | 2011/12            | Ligue 1            | 36    | 14     | 6            | 4            | 3           | 1           | 6      | 5      | 51    | 24     |
| Olympique Lyon            | 2012/13            | Ligue 1            | 37    | 16     | 1            | 1            | 1           | 1           | 5      | 2      | 44    | 20     |
| Olympique Lyon            | 2013/14            | Ligue 1            | 33    | 14     | 3            | 2            | 4           | 3           | 9      | 3      | 49    | 22     |
| Swansea City              | 2014/15            | Premier League     | 31    | 7      | 2            | 2            | 3           | 1           | –      | –      | 36    | 10     |
| Swansea City              | 2015/16            | Premier League     | 33    | 6      | 1            | 1            | 1           | 0           | –      | –      | 35    | 7      |
| Olympique Marsylia (wyp.) | 2016/17            | Ligue 1            | 31    | 20     | 0            | 0            | 1           | 1           | –      | –      | 31    | 20     |
| Galatasaray SK            | 2017/18            | Süper Lig          | 14    | 13     | 0            | 0            | 0           | 0           | 2      | 0      | 16    | 13     |
| Ogólnie w karierze        | Ogólnie w karierze | Ogólnie w karierze | 444   | 153    | 20           | 12           | 22          | 11          | 46     | 18     | 532   | 197    |